# La costurerita que dio aquel mal paso
La costurerita que dio aquel mal paso es una película muda argentina en blanco y negro dirigida por José Agustín Ferreyra y protagonizada por María Turgenova y Felipe Farah.
Tuvo como guionista a Leopoldo Torres Ríos basado en el soneto homónimo de Evaristo Carriego publicado en 1913. El filme que comienza con un tango escrito por Torres Ríos y con música de Guillermo del Ciancio se titulaba "La costurerita" e iniciaba con la siguiente estrofa:

"Qué tenés costurerita,
que no cantas como antes
al llegar la tardecita?
 Qué tenés, costurerita?
¿Acaso el muchacho aquel
 que ya no viene a la puerta
te ha dejado el arma yerta?
¿Acaso el muchacho aquel".

El filme fue estrenado el 22 de octubre de 1926 en el cine Paramount, donde Turgenova cantó el prólogo. La película tuvo una moderada aceptación por parte del público.

## Sinopsis
La costurerita que dio aquel mal paso es la verdadera síntesis que narra la huida y el posterior retorno al hogar de la futura "flor de fango " del tango canción. En su poema Evaristo Carriego presenta la situación de una mujer que sufre en la vecindad por haber cometido un error.
El fragmento citado del poema de Carriego decía:

La costurerita que dio aquel mal paso... 

-y lo peor de todo, sin necesidad- 

con el sinvergüenza que no le hizo caso
 
después... -según dicen en la vecindad-
 
se fue hace dos días. Ya no era posible
 
fingir por más tiempo. Daba compasión
 
verla aguantar esa maldad insufrible
 
de las compañeras, ¡tan sin corazón!
 
Aunque a nada llevan las conversaciones,
 
en el barrio corren mil suposiciones
 
y hasta en algo grave se llega a creer.
 
¡Qué cara tenía la costurerita,
 
qué ojos más extraños, esa tardecita
 
que dejó la casa para no volver!...

## Elenco
- María Turgenova
- Felipe Farah
- Arturo Forte
- Cleo Palumbo
- Álvaro Escobar[4]